# BRB Internacional
BRB Internacional és una empresa d'animació fundada per Claudi Biern Boyd. Va començar el 1972 com a distribuïdora de sèries de dibuixos animats, obtenint la representació per al mercat espanyol de Tom i Jerry, L'abella Maia o Wickie el viking. Posteriorment va passar a crear les seves pròpies sèries i a comercialitzar-ne els productes derivats, com figuretes, videojocs o pel·lícules.

## Sèries pròpies més famoses
- Els bobobobs
- D'artacan i els tres gossos mosqueters
- David el Gnomo i la seva seqüela La crida dels gnoms
- Història de Catalunya
- La volta al món de Willy Fog